# Lista tomów serii Seraph of the End – Serafin dni ostatnich
Ten artykuł zawiera listę tomów serii Seraph of the End – Serafin dni ostatnich napisanej przez Takayę Kagamiego i zilustrowanej przez Yamato Yamamoto, ukazywanej w magazynie „Jump Square” wydawnictwa Shūeisha od 3 września 2012. Pierwszy tom tankōbon ukazał się 4 stycznia 2013, natomiast według stanu na 4 października 2024, do tej pory wydano 33 tomy.
W Polsce manga jest wydawana przez Waneko od 25 sierpnia 2016.
Spin-off będący adaptacją serii light novel, Owari no Seraph – Ichinose Guren, 16-sai no hametsu, był publikowany w magazynie „Gekkan Shōnen Magazine” wydawnictwa Kōdansha od 6 czerwca 2017 do 4 lutego 2022. Całość została zebrana w 12 tomach, wydawanych od 2 listopada 2017 do 4 marca 2022.

## Główna seria
| Nr | Język japoński      | Język japoński         | Język polski         | Język polski           |
| Nr | Data wydania        | ISBN                   | Data wydania         | ISBN                   |
| --- | ------------------- | ---------------------- | -------------------- | ---------------------- |
| 1 | 4 stycznia 2013     | ISBN 978-4-08-870705-1 | 25 sierpnia 2016     | ISBN 978-83-8096-067-1 |
| Lista rozdziałów - 001. Krwawy świat (jap. 血脈のセカイ Kechimyaku no sekai) - 002. Ludzkość po upadku (jap. 破滅後のニンゲン Hametsu-go no ningen) - 003. Demony w sercu (jap. 心に棲むオニ Kokoro ni sumu oni) |                     |                        |                      |                        |
| 2 | 2 maja 2013         | ISBN 978-4-08-870673-3 | 25 października 2016 | ISBN 978-83-8096-068-8 |
| Lista rozdziałów - 004. Najgorsza dwójka (jap. 不倶戴天の敵 Fugutaiten no teki) - 005. Wampir Mikaela (jap. ミカエラ吸血鬼 Mikaera kyūketsuki) - 006. Kruczoczarny Ashuramaru (jap. 漆黒のアシュラ Shikkoku no Ashura) - 007. Nowa rodzina (jap. 新しいカゾク Atarashii kazoku) |                     |                        |                      |                        |
| 3 | 4 września 2013     | ISBN 978-4-08-870814-0 | 16 grudnia 2016      | ISBN 978-83-8096-069-5 |
| Lista rozdziałów - 008. Drużyna Mitsuby (jap. 三葉のチーム Mitsuba no chīmu) - 009. Początek zagłady (jap. 殲滅のハジマリ Senmetsu no hajimari) - 010. Atak wampirów (jap. 襲撃のヴァンパイヤ Shūgeki no vanpaiya) - 011. Kontakt z królową (jap. 女王とのケイヤク Joō to no keiyaku) |                     |                        |                      |                        |
| 4 | 4 stycznia 2014     | ISBN 978-4-08-870897-3 | 24 lutego 2017       | ISBN 978-83-8096-070-1 |
| Lista rozdziałów - 012. Bezpieczna tabletka (jap. 安全なクスリ Anzen na kusuri) - 013. Ponowne spotkanie (jap. 幼馴染のサイカイ Osananajimi no saikai) - 014. Wszyscy grzesznicy (jap. みんなツミビト Min’na tsumibito) - 015. Skomplikowana relacja (jap. 工作するカンケイ Kōsakusuru kankei) |                     |                        |                      |                        |
| 5 | 2 maja 2014         | ISBN 978-4-08-880063-9 | 25 kwietnia 2017     | ISBN 978-83-8096-071-8 |
| Lista rozdziałów - 016. Świat ludzi (jap. 人間のセカイ Ningen no sekai) - 017. Przeklęty królik doświadczalny (jap. 呪うモルモット Norou morumotto) - 018. Opętanie przez Mahiru (jap. 憑依するマヒル Hyōisuru Mahiru) - 019. Przyczyna szaleństwa (jap. 暴走のリュウ Bōsō no ryū) |                     |                        |                      |                        |
| 6 | 4 września 2014     | ISBN 978-4-08-870214-8 | 26 czerwca 2017      | ISBN 978-83-8096-072-5 |
| Lista rozdziałów - 020. Koszmar demona (jap. 悪魔のアクム Akuma no akumu) - 021. Trumna Kiseki-ou (jap. 鬼箱王のハコ Kiseki-ō no bako) - 022. Krul i zakazane badania (jap. 禁忌のクルル Kinki no Kururu) - 023. Ambicje armii demonów (jap. 帝鬼軍のヤボウ Tei Oni-gun no yabō) |                     |                        |                      |                        |
| 7 | 5 stycznia 2015     | ISBN 978-4-08-880283-1 | 25 sierpnia 2017     | ISBN 978-83-8096-073-2 |
| Lista rozdziałów - 024. Rozkazy księżycowej kompanii (jap. 月鬼のゴウレイ Tsuki oni no gōrei) - 025. Narumi i 20-letni Yuu (jap. 鳴海とハタチ Narumi to hatachi) - 026. Logika żądzy krwii (jap. 血乏するリセイ Chitomosuru risei) - 027. Arystokrata Lucal (jap. 貴族のルカル Kizoku no Rukaru) |                     |                        |                      |                        |
| 8 | 3 kwietnia 2015     | ISBN 978-4-08-880339-5 | 25 października 2017 | ISBN 978-83-8096-074-9 |
| Lista rozdziałów - 028. Bunt bydła (jap. 反逆するカチク Hangyakusuru kachiku) - 029. Kto pociąga za sznurki? (jap. 黒幕はダレダ Kuromaku wa dare da) - 030. Miecz sprawiedliwości (jap. 正義のツルギ Seigi no tsurugi) - 031. Shin’ya i Guren (jap. 深夜とグレン Shin’ya to Guren) |                     |                        |                      |                        |
| 9 | 4 września 2015     | ISBN 978-4-08-880472-9 | 15 grudnia 2017      | ISBN 978-83-8096-075-6 |
| Lista rozdziałów - 032. Crowley panuje (jap. 君臨するクローリー Kunrinsuru Kurōrī) - 033. Kołysanka demona (jap. 鬼のコモリウタ Oni no komoriuta) - 034. Siła Ashury (jap. 阿朱羅丸のチカラ Ashūramaru no chikara) - Dodatek. Yuu i Guren (jap. 優とグレン Yū to Guren) |                     |                        |                      |                        |
| 10 | 4 grudnia 2015      | ISBN 978-4-08-880503-0 | 26 lutego 2018       | ISBN 978-83-8096-364-1 |
| Lista rozdziałów - 035. Zdradzieccy sojusznicy (jap. 裏切りのミカタ Uragiri no mikata) - 036. Yuu i Mika (jap. 優とミカ Yū to Mika) - 037. Rodzina i potwory (jap. 家族とバケモノ Kazoku to bakemono) - 038. Przebudzony Namanari (jap. 目覚めるナマナリ Mezameru namanari) |                     |                        |                      |                        |
| 11 | 2 maja 2016         | ISBN 978-4-08-880677-8 | 25 kwietnia 2018     | ISBN 978-83-8096-365-8 |
| Lista rozdziałów - 039. Początek planu (jap. 計画のハジマリ Keikaku no hajimari) - 040. Trąby zniszczenia (jap. 滅びのラッパ Horobi no rappa) - 041. Samolubna miłość (jap. 傲慢なアイ Gōman’na ai) - 042. Koniec Sanguinem (jap. 終焉のサングィネム Shuuen no Sanguinemu) - 043. Wioska, w której wszystko się zaczęło (jap. 始まりのマチ Hajimari no machi)                                                   |                     |                        |                      |                        |
| 12 | 2 września 2016     | ISBN 978-4-08-880781-2 | 25 czerwca 2018      | ISBN 978-83-8096-366-5 |
| Lista rozdziałów - 044. Przejażdżka nad martwym morzem (jap. 死海ドライブ Shikai doraibu) - 045. Znajoma głowa (jap. 三宮家のシマイ Sangū-ke no shimai) - 046. Powrót bohatera (jap. 英雄のキカン Eiyū no kikan) - 047. Zadośćuczynienie za modlitwę (jap. 祈りのダイショウ Inori no daishō) |                     |                        |                      |                        |
| 13 | 31 grudnia 2016     | ISBN 978-4-08-880892-5 | 24 sierpnia 2018     | ISBN 978-83-8096-367-2 |
| Lista rozdziałów - 048. Mechanizm anioła (jap. 天使のシクミ Tenshi no shikumi) - 049. Wspomnienia progenitora (jap. 始祖のオモイデ Shiso no omoide) - 050. Bracia krwi (jap. 血のキョウダイ Chi no kyōdai) - 051. Ukrzyżowanie nieśmiertelnych (jap. 不死者ハリツケ Fushi-sha haritsuke) |                     |                        |                      |                        |
| 14 | 2 maja 2017         | ISBN 978-4-08-881079-9 | 25 października 2018 | ISBN 978-83-8096-368-9 |
| Lista rozdziałów - 052. Tajemnicza rezydencja (jap. 怪しいヤカタ Ayashī yakata) - 053. Tajemnica krzyżowca (jap. 聖騎士のヒミツ Hijiri kishi no himitsu) - 054. Święta grezsznika (jap. 罪人のクリスマス Tsumibito no Kurisumasu) - 055. Trumny przywiązania (jap. 執着のカンヶ Shūchaku no kanke) |                     |                        |                      |                        |
| 15 | 2 listopada 2017    | ISBN 978-4-08-881150-5 | 14 grudnia 2018      | ISBN 978-83-8096-369-6 |
| Lista rozdziałów - 056. Gadatliwy wampir (jap. お喋りヴァンパイア Oshaberi Vuanpaia) - 057. Co definiuje króla? (jap. 王とはナ二力 Ō to wa na ni chikara) - 058. Powód przetrwania (jap. 生存リユウ Seizon riyū) - 059. Kto jest twoim panem? (jap. 飼い主はダレカ Kainushi wa dareka) |                     |                        |                      |                        |
| 16 | 4 kwietnia 2018     | ISBN 978-4-08-881406-3 | 26 lutego 2019       | ISBN 978-83-8096-370-2 |
| Lista rozdziałów - 060. Ky Luc otoczony (jap. キ・ルク包囲戦 Ki Ruku hōi-sen) - 061. Kto się bardziej nudzi? (jap. 退屈なクラベ Taikutsuna kurabe) - 062. Nieznana trauma (jap. 知らないトラウマ Shiranai torauma) - 063. Dowód na bycie człowiekiem (jap. 人間のアカシ Ningen no akashi) - Dodatek. Zdobycie Ikebukuro (jap. 池袋のテイキグン Ikebukuro no teikigun)                                           |                     |                        |                      |                        |
| 17 | 4 października 2018 | ISBN 978-4-08-881594-7 | 26 kwietnia 2019     | ISBN 978-83-8096-371-9 |
| Lista rozdziałów - 064. Imię anioła (jap. 天使のナマエ Tenshi no namae) - 065. Nie jesteś człowiekiem (jap. 人間デハナイ Ningen de hanai) - 066. Shinoa w potrzasku (jap. 閉鎖のシノア Heisa no Shinoa) - 067. Drzwi dojrzałości (jap. 思春期のトビラ Shishunki no tobira) - 068. Zbawcy (jap. 救世主タチ Kyūseishu tachi) - 069. Dzień, w którym straciliśmy słońce (jap. 太陽をウシナウ日 Taiyō o ushinau-bi) |                     |                        |                      |                        |
| 18 | 4 marca 2019        | ISBN 978-4-08-881768-2 | 2 września 2019      | ISBN 978-83-8096-372-6 |
| Lista rozdziałów - 070. Zwolenniczka większego dobra (jap. 従者のタイギ Jūsha no taigi) - 071. Trzy czarne demony (jap. 黒鬼のサンニン Kuroki no sannin) - 072. Hiiragi w klatce (jap. 檻の中のヒイラギ Ori no naka no Hīragi) - 073. W mieczu Yuu (jap. 優の刀のナカ Yū no katana no naka) - 074. Miłość się budzi (jap. 恋がメザメル Koi ga mezameru)                                                         |                     |                        |                      |                        |
| 19 | 4 września 2019     | ISBN 978-4-08-882061-3 | 3 stycznia 2020      | ISBN 978-83-8096-373-3 |
| Lista rozdziałów - 075. Tajemniczy dystans (jap. 秘密のキョリ Himitsu no kiyori) - 076. Wiek nieśmiertelnych (jap. 不死者のセダイ Fushisha no sedai) - 077. Na ratunek demonowi (jap. 悪魔キュウサイ Akuma kyuusai) - 078. Wieki ciemne (jap. 暗黒のギリシャ Ankoku no Girisha) - 079. Wieczne piekło (jap. 永遠にジゴク Eien ni jigoku)                                                                        |                     |                        |                      |                        |
| 20 | 4 lutego 2020       | ISBN 978-4-08-882210-5 | 5 czerwca 2020       | ISBN 978-83-8096-864-6 |
| Lista rozdziałów - 080. Błyskawica nad Shibuyą (jap. 雷降るシブヤ Kaminari furu Shibuya) - 081. Skrzydła upadłego anioła (jap. 堕天したツバサ Daten shita tsubasa) - 082. Mahiru no yo (jap. 真昼ノ夜 Mahiru-no-yoru) - 083. Dwa demony (jap. 鬼ニヒキ Oni nihiki) - 084. Narodziny księżniczki (jap. 降誕するヒメギミ Kōtan suru himegimi)                                                                     |                     |                        |                      |                        |
| 21 | 4 czerwca 2020      | ISBN 978-4-08-882321-8 | 22 października 2020 | ISBN 978-83-8096-933-9 |
| Lista rozdziałów - 085. Zebrane eksperymenty (jap. モルモットの再統一 Morumotto no sai tōitsu) - 086. Ucieczka od towarzysza (jap. 味方からニゲロ Mikata kara nigero) - 087. Rodzina kanibali (jap. 共喰いカゾク Kyōkui kazoku) - 088. Ashura Tepes (jap. 阿朱羅ツェペシ Ashura Tsepesu) - 089. Koniec wampira (jap. 吸血鬼のオワリ Kyūketsuki no owari)                                                        |                     |                        |                      |                        |
| 22 | 2 października 2020 | ISBN 978-4-08-882440-6 | 11 stycznia 2021     | ISBN 978-83-8096-995-7 |
| Lista rozdziałów - 090. Z powodu Mikaeli (jap. 理由はミカエラ Riyū wa Mikaera) - 091. Książę sierota (jap. 孤児プリンス Minashigo Purinsu) - 092. Scenariusz czarnego demona (jap. 黒鬼のシナリオ Kuro oni no Shinario) - 093. Żądza w żądzy (jap. 欲の中のヨク Yoku no naka no yoku) - 094. Dziura w słońcu (jap. 太陽のアナ Taiyō no ana)                                                                     |                     |                        |                      |                        |
| 23 | 4 lutego 2021       | ISBN 978-4-08-882556-4 | 9 lipca 2021         | ISBN 978-83-8242-062-3 |
| Lista rozdziałów - 095. Opowieść demona (jap. 鬼のモノガタリ Oni no monogatari) - 096. Królowa Krul (jap. 女王クルル Joō Kururu) - 097. Siostry (jap. 姉とイモウト Ane to imōto) - 098. Komnata króla (jap. 王のヘヤ Ō no heya) |                     |                        |                      |                        |
| 24 | 4 czerwca 2021      | ISBN 978-4-08-882678-3 | 9 listopada 2021     | ISBN 978-83-8242-163-7 |
| Lista rozdziałów - 099. Ludzka miłość (jap. 人間のコイゴコロ Ningen no koigokoro) - 100. Przybył demon (jap. 鬼がデタ Oni ga deta) - 101. Moje pragnienia (jap. 僕のヨクボウ Boku no yokubou) - 102. On mnie woła (jap. あいつが、ヨンデル Aitsu ga, yonderu) |                     |                        |                      |                        |
| 25 | 4 października 2021 | ISBN 978-4-08-882812-1 | 9 marca 2022         | ISBN 978-83-8242-164-4 |
| Lista rozdziałów - 103. Niebo, na które patrzą obaj (jap. 空は二人をミテイル Sora wa futari o miteiru) - 104. Ten sam sen (jap. 同じ夢をミル Onaji yume o miru) - 105. Saitou i Urd (jap. 斉藤とウルド Saitō to Urudo) - 106. Jestem twoim (jap. 僕はキミノ Boku wa kimi no) |                     |                        |                      |                        |
| 26 | 4 lutego 2022       | ISBN 978-4-08-883025-4 | 22 grudnia 2022      | ISBN 978-83-8242-165-1 |
| Lista rozdziałów - 107. Plan anioła (jap. 天使のケイカク Tenshi no keikaku) - 108. Miecz Yuu (jap. 優のツルギ Yū no tsurugi) - 109. Poruszające się pionki (jap. 走るコマ Hashiru koma) - 110. Niech prawda wyjdzie na jaw (jap. 過去を白日にサラセ Kako o hakujitsu ni sarase) |                     |                        |                      |                        |
| 27 | 3 czerwca 2022      | ISBN 978-4-08-883131-2 | 1 kwietnia 2023      | ISBN 978-83-8242-166-8 |
| Lista rozdziałów - 111. Yuu i Guren (jap. 優とグレン Yū to Guren) - 112. Definicja rodziny (jap. 家族のテイギ Kazoku no teigi) - 113. Sekret wszystkich (jap. みんなのヒミツ Min’na no himitsu) - 114. Wspólny cel (jap. 全員のゴール Zen’in no Gōru) |                     |                        |                      |                        |
| 28 | 4 października 2022 | ISBN 978-4-08-883267-8 | 13 czerwca 2023      | ISBN 978-83-8242-529-1 |
| Lista rozdziałów - 115. Wybory i decyzje (jap. 選択とケツダン Sentaku to ketsudan) - 116. Brat i siostra (jap. 兄とイモウト Ani to imōto) - 117. Demon i potwór (jap. 鬼とバケモノ Oni to bakemono) - 118. Słyszę wasze głosy (jap. 声がキコエル Koe ga kikoeru) |                     |                        |                      |                        |
| 29 | 3 lutego 2023       | ISBN 978-4-08-883379-8 | 20 października 2023 | ISBN 978-83-8242-530-7 |
| Lista rozdziałów - 119. Nasze cele (jap. 僕らのゴール Bokura no gōru) - 120. Cena apetytu (jap. 食欲のダイショウ Shokuyoku no daishō) - 121. Ostatni wschód słońca (jap. 最後のヒノデ Saigo no hinode) - 122. Kalorie na podróż (jap. 旅するカロリー Tabi suru karorī) |                     |                        |                      |                        |
| 30 | 4 lipca 2023        | ISBN 978-4-08-883623-2 | 7 maja 2024          | ISBN 978-83-8242-531-4 |
| Lista rozdziałów - 123. Berek w starożytności (jap. 太古でカケッコ Taiko de kakekko) - 124. Winda do raju (jap. 楽園エレベーター Rakuen erebētā) - 125. Włoskie lody z tatą (jap. 父とソフトクリーム Chichi to sofuto kurīmu) - 126. Piekło i niebo (jap. 地獄とラクエン Jigoku to rakuen) |                     |                        |                      |                        |
| 31 | 2 listopada 2023    | ISBN 978-4-08-883694-2 | 2 września 2024      | ISBN 978-83-8242-845-2 |
| Lista rozdziałów - 127. Miłość czy lojalność? (jap. 忠誠かアイか Chūsei ka ai ka) - 128. Skrzydła Ikara (jap. イカロスの翼 Ikarosu no tsubasa) - 129. Pierwszy wampir (jap. 初めのヴァンパイア Hajime no vanpaia) - 130. Pozostałe światło (jap. 残ったヒカリ Nokotta hikari) |                     |                        |                      |                        |
| 32 | 4 kwietnia 2024     | ISBN 978-4-08-883889-2 | 10 grudnia 2024      | ISBN 978-83-8242-846-9 |
| Lista rozdziałów - 131. Rozgrzeszenie dla wszystkich (jap. 全員メンザイ Zen’in menzai) - 132. Dotrzeć do wszystkich (jap. 始祖トッパセン Shiso toppasen) - 133. Zakochane niewiasty (jap. 恋するオトメ Koisuru otome) - 134. Rondo reinkarnacji (jap. 輪廻ロンド Rin’ne rondo) - 135. Front końca (jap. 終わりのサイゼンセン Owari no saizensen)                                                                |                     |                        |                      |                        |
| 33 | 4 października 2024 | ISBN 978-4-08-884217-2 | 13 czerwca 2025      |                        |
| Lista rozdziałów - 136. Kamiyadori no futari (jap. 神宿りのフタり) - 137. Joō no jikan (jap. 女王のジカン) - 138. Zettai no zettai (jap. 絶対のゼッタイ) - 139. Futari no bakemono (jap. 二人のバケモノ) - 140. Ore ga mezasu sekai (jap. 俺が目指すセカイ) |                     |                        |                      |                        |

## Owari no Seraph – Ichinose Guren, 16-sai no hametsu
| Nr | Data wydania (język japoński) | ISBN (język japoński)  |
| -- | ----------------------------- | ---------------------- |
| 1  | 2 listopada 2017              | ISBN 978-4-06-392610-1 |
| 2  | 4 kwietnia 2018               | ISBN 978-4-06-511189-5 |
| 3  | 3 sierpnia 2018               | ISBN 978-4-06-512362-1 |
| 4  | 30 listopada 2018             | ISBN 978-4-06-513828-1 |
| 5  | 2 maja 2019                   | ISBN 978-4-06-515557-8 |
| 6  | 4 września 2019               | ISBN 978-4-06-517099-1 |
| 7  | 4 lutego 2020                 | ISBN 978-4-06-518613-8 |
| 8  | 4 czerwca 2020                | ISBN 978-4-06-520095-7 |
| 9  | 4 listopada 2020              | ISBN 978-4-06-521423-7 |
| 10 | 4 marca 2021                  | ISBN 978-4-06-522261-4 |
| 11 | 4 sierpnia 2021               | ISBN 978-4-06-524135-6 |
| 12 | 4 marca 2022                  | ISBN 978-4-06-526465-2 |